# Aokado
aokado（アオカド）は、日本の作詞家、作曲家、編曲家である青葉紘季、角野寿和からなる音楽ユニット。

## 提供作品
- 上野優華
  - 「友達ごっこ」（作曲・編曲）
  - 「はじまりのうた」（作曲・編曲）
  - 「君までの距離」（作曲）
- AKB48グループ
  - AKB48
    - 「365日の紙飛行機」（作曲、「角野寿和、青葉紘季」名義）
    - 「抑えきれない衝動」（作曲・編曲）
    - 「流れ星に何を願えばいいのだろう」（作曲・編曲）
    - 「君と僕のポールスター」（作曲・編曲）

  - SKE48
    - 「奇跡の流星群」（作曲・編曲）

  - NMB48
    - 「僕はいない」（作曲）
    - 「人生は長いんだ」（作曲）

  - NGT48
    - 「僕の涙は流れない」（作曲）

  - STU48
    - 「暗闇」（作曲・編曲）
    - 「制服の重さ」（作曲・編曲）
- 坂道シリーズ
  - 乃木坂46
    - 「孤独な青空」（作曲・編曲）
    - 「ひと夏の長さより…」（作曲・編曲）

  - 欅坂46
    - 「制服と太陽」（作曲・編曲）

  - 櫻坂46
    - 「最終の地下鉄に乗って」（作曲・編曲）

  - 日向坂46
    - 「約束の卵」（作曲・編曲）
    - 「やさしさが邪魔をする」（作曲・編曲）
    - 「夜明けのスピード」（作曲・編曲）
- 豊崎愛生
  - 「クローバー」（作詞・作曲・編曲）
- フジコーズ
  - 「ウェーイTOKYO」（作曲・編曲）
- 水樹奈々
  - 「JEWEL」（作曲、「角野寿和、青葉紘季」名義）
- 三月のパンタシア
  - 「群青世界」（作曲）
  - 「ルビコン」（作詞・作曲）
- ラストアイドル
  - 「どんなに好きでいても」（作曲・編曲）
  - 「青春トレイン」（作曲・編曲）
  - 「何人も」（作曲・編曲）
- 古川由彩
  - 「夏茜」（作曲・編曲）
  - 「アサギマダラ」（作曲・編曲）